# Dieter Laser
Dieter Laser (Kiel, 17 febbraio 1942 – Berlino, 29 febbraio 2020) è stato un attore tedesco.

## Biografia
Divenne noto per i suoi ruoli in Lexx e in The Human Centipede (First Sequence), per i quali vinse il premio come "miglior attore" alla Austin Fantastic Fest. Una delle sue migliori prestazioni è quella in Il caso Katharina Blum, dove recitò accanto ad Angela Winkler.

## Riconoscimenti
Nel 1975 venne premiato col German Film Award nella categoria di "miglior attore" per il ruolo in John Glückstadt.

## Filmografia parziale

### Cinema
- John Glückstadt, regia di Ulf Miehe (1975)
- Il caso Katharina Blum (Die verlorene Ehre der Katharina Blum), regia di Volker Schlöndorff e Margarethe von Trotta (1975)

- Die Elixiere des Teufels, regia di Manfred Purzer (1976)
- L'alibi di cristallo (Die gläserne Zelle), regia di Hans W. Geißendörfer (1978)
- Germania in autunno (Deutschland im Herbst), regia collettiva (1978)
- L'infiltrato (The Man Inside), regia di Bobby Roth (1990)
- Tentazione di Venere (Meeting Venus), regia di István Szabó (1991)
- Kaspar Hauser, regia di Peter Sehr (1993)
- Brennendes Herz, regia di Peter Patzak (1996)
- Erhöhte Waldbrandgefahr, regia di Matthias Zschokke (1996)
- Gespräch mit dem Biest (Conversation with the Beast), regia di Armin Mueller-Stahl (1996)
- L'orco - The Ogre (Der Unhold), regia di Volker Schlöndorff (1996)
- Recycled, regia di Maria von Heland (2000)
- Suck My Dick, regia di Oskar Roehler (2001)
- Führer EX, regia di Winfried Bonengel (2002)
- Big Girls Don't Cry - La vita comincia oggi (Große Mädchen weinen nicht), regia di Maria von Heland (2002)
- Die 8. Todsünde: Das Toskana-Karussell, regia di Peter Patzak (2002)
- Baltic Storm, regia di Reuben Leder (2003)
- Io sono l'altra (Ich bin die Andere), regia di Margarethe von Trotta (2006)
- The Human Centipede (First Sequence), regia di Tom Six (2009)
- The Human Centipede 2 (Full Sequence), regia di Tom Six (2011) - cameo tratto dal primo film
- The Human Centipede 3 (Final Sequence), regia di Tom Six (2015)
- November, regia di Rainer Sarnet (2017)

### Televisione
- Die letzten Ferien, regia di Rainer Erler – film TV (1975)
- Il Clown (Der Clown) – serie TV, episodio 1x00 (1998)